# Takashi Mizunuma
Takashi Mizunuma (水沼 貴史 Mizunuma Takashi?,  nacido el 28 de mayo de 1960 en Urawa (actual Saitama), Saitama) es un exfutbolista y actual entrenador japonés. Jugaba de delantero o centrocampista y su último club fue el Yokohama Marinos de Japón. Actualmente es entrenador asistente de la Universidad de Hosei. Su hijo Kōta Mizunuma también es futbolista.

## Carrera de club
Mizunuma nació en la ciudad de Saitama el 28 de mayo de 1960. Después de graduarse de la Universidad de Hosei, se unió a Nissan Motors (posteriormente Yokohama Marinos) en 1983. El club ganó la Copa del Emperador en 1983 y en 1985. De 1988 a 1990, el conjunto de la capital de la Prefectura de Kanagawa ganó todo los tres títulos más importantes de Japón; Japan Soccer League, Copa JSL y la Copa del Emperador por 2 años consecutivos. Ya en la década de 1990, el club obtuvo la Copa JSL 1990, además de la Copa del Emperador 1991 y 1992. A nivel continental, el conjunto se quedó con la Recopa de la AFC 1991-92 y 1992-93. En 1995, Mizunuma se retiró después de disputar el partido inaugural de dicha temporada.

## Carrera de equipo nacional
En agosto de 1979, cuando Mizunuma era estudiante de la Universidad de Hosei, fue convocado para ser parte de la Selección de fútbol sub-20 de Japón en la Copa Mundial de Fútbol Juvenil de 1979. Disputó los 3 partidos y marcó un gol contra México. Dicho tanto fue el único de Japón en este campeonato.
En abril de 1984, Mizunuma fue convocado por la Selección de fútbol de Japón para la clasificación a los Juegos Olímpicos de 1984. En esta clasificatoria, el 18 de abril, debutó contra Malasia. Él también ha participado en las eliminatorias para la Copa Mundial de 1986, la clasificación a los Juegos Olímpicos de 1988 y las eliminatorias para la Copa Mundial de 1990. En total, disputó 32 partidos y convirtió 7 goles para Japón hasta 1989.

## Carrera de entrenador
En 2006, Mizunuma se transformó en entrenador asistente de Yokohama F. Marinos. En agosto, ascendió a entrenador principal como sucesor de Takeshi Okada y dirigió al club en esta temporada. En 2007, renunció a su cargo y regresó como entrenador asistente. Finalmente, dejó el club a fines de 2007.

## Estadística de club
| Rendimiento de club | Rendimiento de club | Rendimiento de club | Liga     | Liga  | Copa               | Copa               | Copa de la Liga | Copa de la Liga | Total    | Total |
| Año                 | Club                | Liga                | Partidos | Goles | Partidos           | Goles              | Partidos        | Goles           | Partidos | Goles |
| Japón               | Japón               | Japón               | Liga     | Liga  | Copa del Emperador | Copa del Emperador | Copa J. League  | Copa J. League  | Total    | Total |
| ------------------- | ------------------- | ------------------- | -------- | ----- | ------------------ | ------------------ | --------------- | --------------- | -------- | ----- |
| 1983                | Nissan Motors       | JSL Division 1      | 12       | 3     | 12                 | 3                  |                 |                 |          |       |
| 1984                | Nissan Motors       | JSL Division 1      | 17       | 8     | 17                 | 8                  |                 |                 |          |       |
| 1985/86             | Nissan Motors       | JSL Division 1      | 22       | 3     | 22                 | 3                  |                 |                 |          |       |
| 1986/87             | Nissan Motors       | JSL Division 1      | 22       | 3     | 22                 | 3                  |                 |                 |          |       |
| 1987/88             | Nissan Motors       | JSL Division 1      | 22       | 7     | 22                 | 7                  |                 |                 |          |       |
| 1988/89             | Nissan Motors       | JSL Division 1      | 20       | 4     | 20                 | 4                  |                 |                 |          |       |
| 1989/90             | Nissan Motors       | JSL Division 1      | 16       | 2     | 4                  | 2                  | 20              | 4               |          |       |
| 1990/91             | Nissan Motors       | JSL Division 1      | 10       | 1     | 4                  | 0                  | 14              | 1               |          |       |
| 1991/92             | Nissan Motors       | JSL Division 1      | 20       | 2     | 3                  | 0                  | 23              | 2               |          |       |
| 1992                | Yokohama Marinos    | J1 League           | -        | -     | 4                  | 3                  | 3               | 0               | 7        | 3     |
| 1993                | Yokohama Marinos    | J1 League           | 26       | 3     | 3                  | 2                  | 3               | 0               | 32       | 5     |
| 1994                | Yokohama Marinos    | J1 League           | 15       | 2     | 1                  | 0                  | 1               | 0               | 17       | 2     |
| 1995                | Yokohama Marinos    | J1 League           | 1        | 0     | 0                  | 0                  | -               | -               | 1        | 0     |
| País                | Japón               | Japón               | 203      | 38    | 8                  | 5                  | 18              | 2               | 229      | 45    |
| Total               | Total               | Total               | 203      | 38    | 8                  | 5                  | 18              | 2               | 229      | 45    |

## Estadística de equipo nacional
| Selección de Japón | Selección de Japón | Selección de Japón |
| Año                | Part.              | Goles              |
| ------------------ | ------------------ | ------------------ |
| 1984               | 5                  | 1                  |
| 1985               | 8                  | 3                  |
| 1986               | 0                  | 0                  |
| 1987               | 8                  | 2                  |
| 1988               | 3                  | 0                  |
| 1989               | 8                  | 1                  |
| Total              | 32                 | 7                  |

## Estadística directiva
| Equipo              | De    | A     | Récord | Récord | Récord | Récord | Récord      |
| Equipo              | De    | A     | J      | G      | E      | P      | Victorias % |
| ------------------- | ----- | ----- | ------ | ------ | ------ | ------ | ----------- |
| Yokohama F. Marinos | 2006  | 2006  | 15     | 7      | 1      | 7      | 46,67       |
| Total               | Total | Total | 15     | 7      | 1      | 7      | 46,67       |

## Palmarés

### Títulos nacionales
| Título             | Club             | País  | Año  |
| ------------------ | ---------------- | ----- | ---- |
| Copa del Emperador | Yokohama Marinos | Japón | 1992 |